# Moyuela
Moyuela település Spanyolországban,  Zaragoza tartományban. Moyuela Azuara, Moneva, Blesa, Plenas, Loscos és Villar de los Navarros községekkel határos. Lakosainak száma 227 fő (2024).

## Népesség
A település népessége az utóbbi években az alábbiak szerint változott:
| Lakosok száma | 344  | 315  | 290  | 280  | 278  | 265  | 258  | 280  | 251  | 227  |
|               | 2001 | 2004 | 2007 | 2009 | 2012 | 2014 | 2017 | 2019 | 2022 | 2024 |